# Kristen Michal
Kristen Michal ( * 12. července 1975, Tallinn) je estonský politik, představitel středopravicové Estonské reformní strany. Od 23. července 2024 zastává funkci estonského premiéra. Nahradil Kaju Kallasovou, která byla jmenována vysokou představitelkou EU pro zahraniční věci a bezpečnostní politiku. V letech 2011 až 2012 Michal působil jako ministr spravedlnosti, v letech 2015 až 2016 jako ministr hospodářství a infrastruktury a v letech 2023 až 2024 jako ministr klimatu.
Vystudoval právo na Severské akademii (Akadeemia Nord), která se později stala součástí Tallinnské univerzity. Absolvoval v roce 2009. V roce 1996 se stal členem Estonské reformní strany. V roce 2002 se stal poradcem tehdejšího premiéra Siima Kallase. V roce 2003 byl jmenován generálním tajemníkem strany a tuto funkci zastával až do roku 2011. V roce 2005 se prvně stal členem Riigikogu (parlamentu). V minulosti čelil korupčním podezřením, kvůli nimž roku 2012 odstoupil z funkce ministra spravedlnosti. Prokuratura ale nakonec všechna obvinění odmítla stíhat.